# Stuľany
Stuľany (in ungherese Varjúfalva, in tedesco Dorf bei Zell) è un comune della Slovacchia facente parte del distretto di Bardejov, nella regione di Prešov.

## Storia
Il villaggio è citato per la prima volta nel 1420 (con il nome di Stulyan). All'epoca apparteneva ai Signori di Koprivnica. Dal villaggio ebbe origine anche la famiglia di nobili proprietari terrieri dei Varjúy. Nel XVIII secolo il villaggio appartenne ai nobili Pulszky, Kalnássy e Szmrecsányi, e nel XIX secolo passò ai Bán.